# Het Vechtse Verbond
Het Vechtse Verbond is een lokale politieke partij in de Nederlandse gemeente Stichtse Vecht.
Op 24 november 2010 zijn hier uitgestelde verkiezingen gehouden (van de voormalige gemeenten Maarssen, Breukelen en Loenen). Het Vechtse Verbond is een partij met twee raadszetels in de gemeenteraad van Stichtse Vecht.